# Nowy Staw
Nowy Staw (Duits: Neuteich) is een stad in het Poolse woiwodschap Pommeren, gelegen in de powiat Malborski. De oppervlakte bedraagt 4,82 km², het inwonertal 4348 (2005).

## Verkeer en vervoer
- Station Nowy Staw